# Saint John, Grenada
Saint John är en parish i Grenada. Den ligger i den centrala delen av landet, 9 km norr om huvudstaden Saint George's. Antalet invånare är 9 176. Arean är 39 kvadratkilometer. Saint John ligger på ön Grenada.
Terrängen i Saint John är kuperad.
Följande samhällen finns i Saint John:
- Gouyave
- Grand Roy